# Euristhmus lepturus
Euristhmus lepturus är en fiskart som först beskrevs av Günther, 1864.  Euristhmus lepturus ingår i släktet Euristhmus och familjen Plotosidae. Inga underarter finns listade i Catalogue of Life.